# 铁氰酸镝
铁氰酸镝是一种无机化合物，化学式为Dy[Fe(CN)6]，难溶于水。

## 制备
铁氰酸镝的水合物可以由碱金属的铁氰酸盐和镝盐的溶液反应得到。